# Сентрал-Калахари
Сентрал-Калаха́ри (англ. Central Kalahari Game Reserve) — национальный охотничий заповедник в Ботсване в пустыне Калахари. Открыт в 1961 году и покрывает площадь в 52 800 км², что делает его самым большим заповедником Ботсваны и вторым по величине в мире.
В парке проживает большое количество видов диких животных: жирафы, леопарды, львы, дикие собаки, гепарды, африканские бородавочники, гиены, голубые гну, канны, сернобыки, антилопы, куду и т. д.
Рельеф заповедника представляет собой по большей части равнину с небольшими волнообразными холмами, покрытыми кустами и травой, покрывающей песчаные дюны. На территории парка произрастают крупные деревья.
Большинство долин рек в заповеднике Центральная Калахари пересохшие, с соляными ямами. Территории парка пересекают, плавно изгибаясь, русла четырёх пересохших рек. Одна из них — «Долина обмана» — начала формироваться около 16 000 лет назад. Своё название она получила от миражей, из-за которых кажется, что в пересохших рек и озёрах есть вода.
В территории современного заповедника на протяжении нескольких тысяч лет проживали племена бушменов. Однако, в середине 1990-х годов правительство Ботсваны попыталось переселить кочевников, объясняя это тем, что их пребывание в парке наносит большой экономический урон (несмотря на увеличивающееся количество туристов).
В 1997 году три четверти всех бушменов было выселено во временные лагеря за территорией заповедника. В октябре 2005 года правительство применило силу, чтобы переселить оставшихся людей. Сейчас в парке проживает 250 кочевников.
В середине сентября 2008 года сильный пожар уничтожил большу́ю часть заповедника. Причина пожара осталась невыясненной.